# Jörg Helmdach
Jörg Helmdach (ur. 28 listopada 1964 w Dortmundzie) – zachodnioniemiecki, a potem niemiecki zapaśnik walczący w stylu wolnym. Olimpijczyk z Seulu 1988, gdzie zajął piąte miejsce w kategorii do 62 kg.
Piąty na mistrzostwach Europy w 1988. Wicemistrz świata juniorów i kadetów w 1982 roku.
Mistrz RFN w 1986, 1988 i 1990; drugi w 1987 i 1989. Wicemistrz Niemiec w 1993; trzeci w 1991 i 1992 roku.